# 舊城牆遺址
旧城墙遗迹（葡萄牙語：Troço das Antigas Muralhas de Defesa）位于大三巴和哪吒廟後，是澳門舊城城牆倖存的一部份，由蠔殼、沙子、粘土、牡蛎壳、稻草、石头和泥土混合的材料建造。。昔日舊城牆，為16、17世纪葡萄牙统治澳门期间澳門防衛的重要部分。2005年作為澳門歷史城區的一部分，被列入世界文化遺產名錄內。

## 歷史沿革
舊城牆乃澳門被葡萄牙佔據時期興建，最早可追溯至1569年（即明朝隆慶三年）。由於明政府一直不允許葡萄牙人私築城牆，故城牆歷來曾數次被拆毀。但因要抵禦荷蘭的入侵，故澳葡政府在1632年以此為藉口，不理會明政府的反對，復建了澳門北部城牆及炮台。昔日葡萄牙人在澳門半島的北部、東部及南部均築有城牆，並於要塞位置建築了炮台，使澳門地區成為嚴密防範的城堡。而現存的舊城牆遺址部分，正是1632年所復建之一部分。

## 舊城牆位置

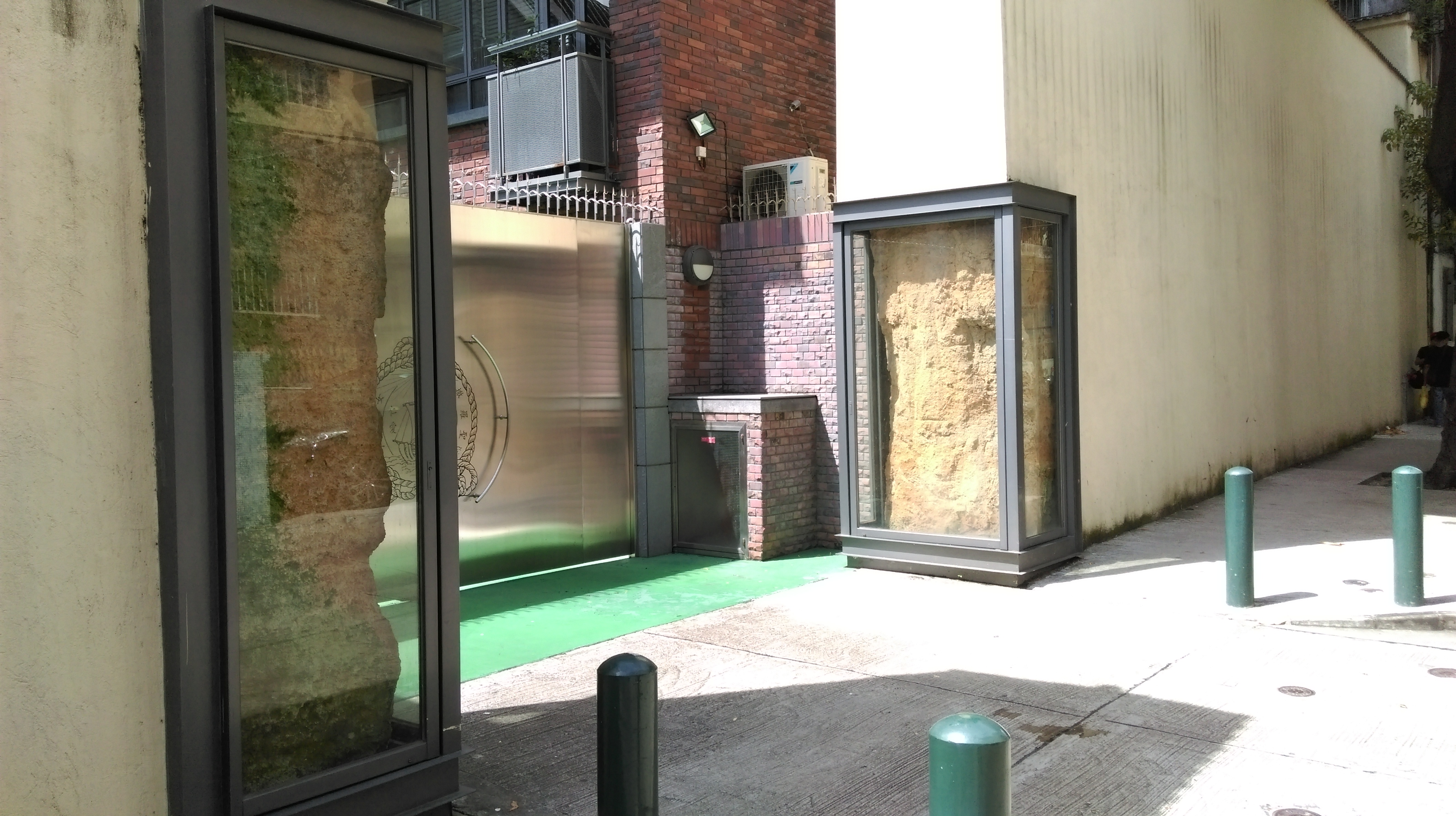
聖羅撒女子中學（中文部）後門的舊城牆遺址

### 昔日舊城牆
據《澳門地理》描述昔日的城牆：“其牆所經，自今東望洋山頂天文臺西側起，下山，經水坑尾細井巷，上大炮臺，連接大炮臺城，複下山，再接慈幼院，北繞白鴿花園，經大三巴圍營地之西，南通天街經窗門街過萬里長城，媽閣廟之東北背、繞西望洋山城至海濱，足見葡人當時所占只限于三巴門城南之地，至今牆界，尚斷續可尋。”

### 現存舊城牆遺址
舊城牆遺址於半島多個地方仍有跡可尋，如聖羅撒女子中學後門（東望洋新街），山頂醫院往加思欄花園的山坡上，利馬竇中學部分圍牆，以及主教山上的西望洋瞭望台，而被列入澳門歷史城區的一段，位於聖安多尼堂區聖方濟各斜巷，在大三巴哪吒廟前的一道黃土牆。土牆後面則為茨林圍。

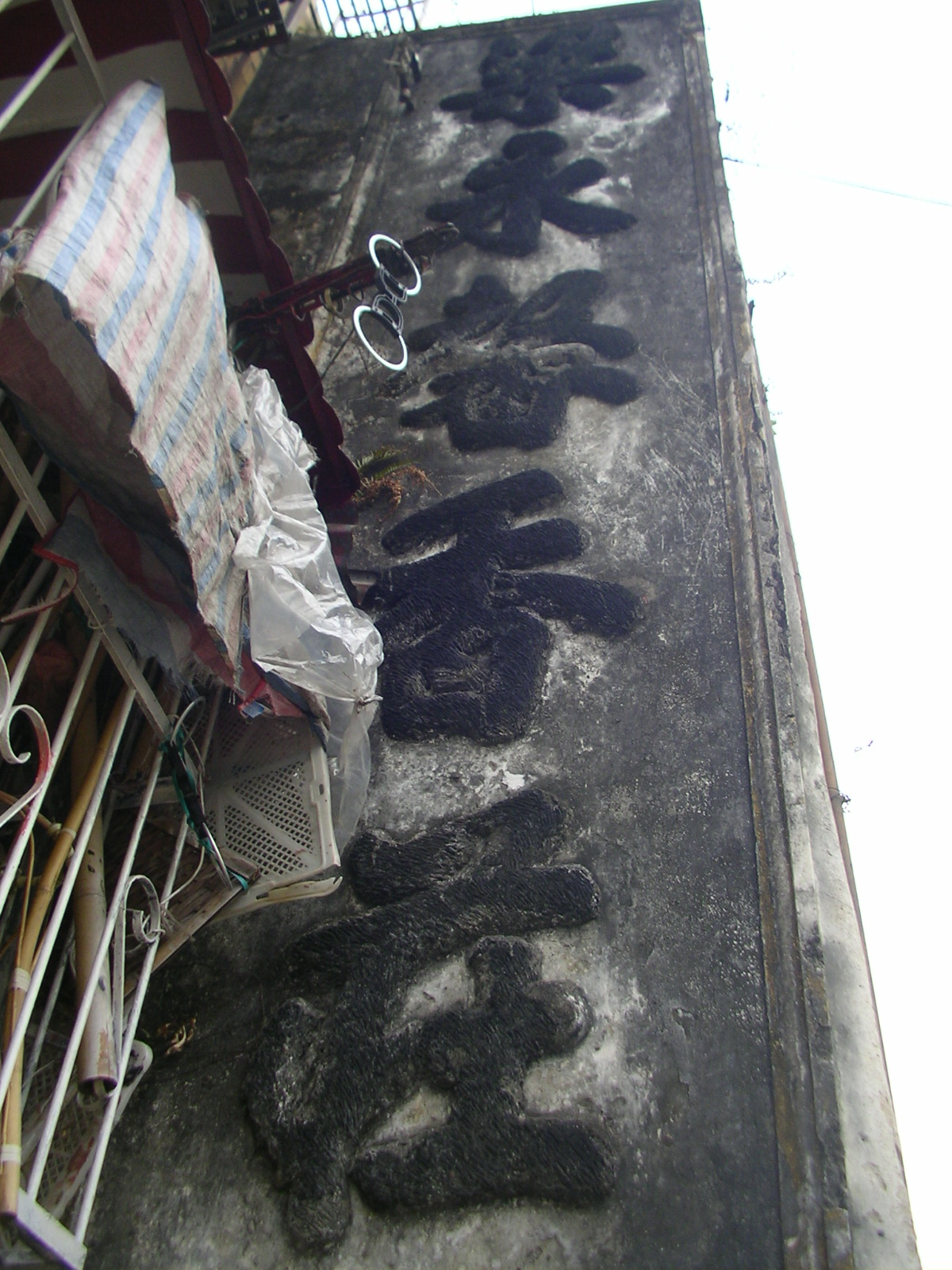
舊城牆上之「梁永馨香莊」舊招牌

## 特色
現存舊城牆遺址身長18.5米，高5.6米，寬1.08米；牆身中的磚券洞，寬1.8米，高2.8米。牆身以沙泥、细石和摻雜蚝壳粉等物料，逐層壓實築成。舊城牆中有一圓拱形門口，牆後為民居，而在舊城牆遺址末端有一「梁永馨香莊」的舊招牌。

## 局部倒塌事件
2022年6月9日傍晚，嘉思欄馬路近山頂醫院傳染病大樓的地盤的一段古城牆發生山泥傾瀉和局部倒塌，導致旁邊的嘉安閣停車場牆身倒塌，同時波及大廈內的一至三樓近古城牆的單位。文化局表示正聯同相關部門進一步瞭解情況及事故原因，待山坡加固，確保安全、穩定後，將按城牆原來的樣式、工藝及材料進行修復，但局方仍未透露倒塌範圍。至於將長50米、有400年歷史的古城牆如何修復原貌暫未公佈，並澄清古城牆牆腳並沒有因地盤施工外露。 位於事故現場旁的嘉安閣中有住宅單位被泥石覆蓋，整個牆身倒塌，浴室和廚房後露台均受波及。有住戶批評政府部門在反映該事件即將發生前反應緩慢，到事件發生後才後知後覺。 6月10日，土地工務局接消防局通知跟進作檢測，初步判斷嘉安閣結構沒有即時危險。由於事發位置鄰近被判定的不動產城牆遺跡，加上環境複雜，為保障市民安全，土地工務局及公共建設局立即跟進，已展開緊急維護工程，而事發地點鄰近的私人建築項目被要求停工。
2022年8月18日，澳門立法會召開口頭質詢會議，直選議員李良汪及間選議員何潤生關注今年六月發生的加思欄馬路古城牆倒塌及山泥傾瀉事件。文化局文化遺產廳廳長蔡健龍表示，就山泥傾瀉事故成因，權責部門已開展調查，文化局會根據調查結果開展跟進程序。對於有議員要求公開有關調查，並促請政府就事故問責，政府代表未有進一步回應。負責上方傳染病大樓工程的公共建設局局長林煒浩表示，工程承建商於5月20日及27日反映問題，公建局其後有派員了解滲水情況，並告訴相關人士如何清理排水。6月13日，公建局連同工務部門到現場，發現金麗閣外牆同護土牆之間有空隙，讓雨水透過空隙從外牆滲出，局方已同業主代表講解，建議修補空隙，以確保排水暢通。運輸工務司司長羅立文表示，舊城牆倒塌這是一個意外，政府已委託第三方調查。間選議員梁安琪表示，澳門城市風貌特性是歷史文物及居民的生活，在保育同時亦要平衡社會及居民發展需要，特別位於歷史文物附近的樓宇安全，需要加強關注，及時維護及修繕。直選議員林宇滔要求當局公開第三方報告，知悉事故真正成因。他又指出，今次出事斜坡屬低風險，而且不在當局掌握的260個斜坡當中，有關評估機制要更細緻，做好巡查；而直選議員高天賜要求政府交待政府如何預防事故？政府在2016年決定興建傳染病大樓至今，做了甚麼工作？他又批評，古城牆部份被拆毀，需要有人問責，「唔係交待、賠錢就算數。」對於會否公開第三方報告，羅立文未有進一部回應。林煒浩表示，目前本澳有260個斜坡，政府每年巡查，去年進行了6次，有6個被評為高風險斜坡需要處理，當中5個已完成維修工程，其中一個因涉及非法開墾，轉介相關部門跟進。
2022年9月中旬，公共建設局公佈最終調查報告摘要，並分析於古城牆上、下兩地盤對於古城牆倒塌之影響。據調查摘要，事故是因為嘉安閣側古城牆下方砌石護土牆的自身結構不完整和砌石塊之間的鬆散而存在著穩定性的缺陷；而專科大樓觀光走廊及私人地盤在同期進行施工，對該砌石護土牆構成安全性隱患、加上暴雨連場進一步弱化該砌石護土牆的穩定性，共同誘發本次古城牆倒塌事故的發生。而事故發生前，兩地盤在施工規劃、邊坡安全評估及監測、古城牆的保護及監測等方面都未有確實執行，令事發前未有發現危機。調查摘要指出，在私人地盤「設置的監測系統中，監測頻率為每三日一次的人手讀數，監測頻率較低；監測點的安裝位置集中在古城牆牆體頂部、嘉安閣及金麗閣的結構上以及基坑頂部，僅能反映該地盤的基坑開挖情況，未能有效監測古城牆牆體、特別是嘉安閣側砌石護土牆的穩定性」。而專科大樓工程展開前，「並未對古城牆的尺寸、結構、以及其下方的山體和護土牆的穩定性及完整性作深入的調查及評估，並進行安全監測，也沒有適當的古城牆保護措施以及妥善的雨水收集及排放措施」。

## 外部連結
- 澳門歷史建築群：舊城牆遺址

| 澳門歷史城區 |
| 建築 |
| 媽閣廟 \| 港務局大樓 \| 鄭家大屋 \| 聖老楞佐教堂 \| 聖若瑟修院大樓及聖堂 \| 崗頂劇院 \| 何東圖書館大樓 \| 聖奧斯定教堂 \| 市政署大樓 \| 三街會館（關帝廟） \| 仁慈堂大樓（仁慈堂博物館） \| 大堂（主教座堂） \| 大堂巷七號住宅（盧家大屋） \| 玫瑰聖母堂 \| 大三巴牌坊 \| 哪吒廟 \| 舊城牆遺址 \| 大炮台 \| 聖安多尼教堂（花王堂） \| 東方基金會會址 \| 基督教墳場（包括馬禮遜小教堂） \| 東望洋炮台（包括聖母雪地殿教堂及燈塔）（保育危機） |
| 前地 |
| 媽閣廟前地 \| 亞婆井前地 \| 崗頂前地 \| 議事亭前地 \| 板樟堂前地 \| 大堂前地 \| 耶穌會紀念廣場 \| 賈梅士前地 |
| 区内其他地点及街道 |
| 海事博物館 \| 妈阁斜巷 \| 妈阁街 \| 高楼街 \| 政府總部事務局 \| 聖若瑟教區中學第二、三校 \| 龙嵩正街 \| 亞美打利庇盧大馬路 \| 聖若瑟教區中學第四校 \| 澳門郵政局大樓 \| 聖物寶庫 \| 大三巴街 \| 天主教藝術博物館與墓室 \| 澳門博物館 \| 大炮台山 \| 花王堂街 \| 白鸽巢总站 \| 东望洋山 |